# Xestoleberis nemusprevelliensis
Xestoleberis nemusprevelliensis is een mosselkreeftjessoort uit de familie van de Xestoleberididae. De wetenschappelijke naam van de soort is voor het eerst geldig gepubliceerd in 1979 door Hartmann.